# William Nicholson Jennings
William Nicholson Jennings (1860 - 1946  ) un fotógrafo estadounidense que realizó la primera fotografía de un relámpago en 1882.
Nacido en Inglaterra se dedicó también a la invesitigación científica y a escribir artículos, como fotógrafo estuvo ejerciendo en Filadelfia a finales del siglo XIX. Fue el primero en realizar una fotografía de un rayo en 1882, demostrando de ese modo que éstos no se producían en zigzag. Entre 1885 y 1890 realizó diversas tomas de relámpagos en diferentes variedades. También realizó experimentos con la fotografía en color e hizo fotografías experimentales de relámpagos artificiales que lo convierten en uno de los precursores de la fotografía con flash. 